# グレン・グリーンウォルド
グレン・グリーンウォルド（Glenn Edward Greenwald、1967年3月6日 - ）は、アメリカ合衆国のジャーナリスト、弁護士、作家。ニュースサイト『ザ・インターセプト』創立編集者。ブラジル在住。男性。同性愛者であり、デビッド・ミランダをパートナーとしている。

## 経歴
1967年3月6日、ニューヨークに生まれた。ジョージ・ワシントン大学卒業、ニューヨーク大学・ロー・スクール修了。
1994年、憲法と市民権専門の弁護士としてワクテル・リプトン・ローゼン・アンド・カッツ法律事務所に就職し、1996年独立した。
2005年、ブログを始め、中央情報局（CIA）やアメリカ国家安全保障局（NSA）などの記事により、ブロガーとして注目を浴びるようになる。グリーンウォルドはNSAの無令状盗聴を厳しく批判し、賛否両論となった。
2007年2月、『salon.com』寄稿者となり、2012年8月20日『ガーディアン』に移籍した。『ガーディアン』では編集部の校閲を経ずにサイトに記事をアップロードすることができたが、ただ法的な問題や、ジャーナリストの観点から社に苦境を招く可能性のある記事については、事前協議が必要という契約だった。
2012年12月1日より、エドワード・スノーデンは、NSAの内部告発のためにグリーンウォルドに接触を図った。スノーデンはキンキナトゥスを名乗り、平文では盗聴される危険性があるため、PGPをインストールしてくれれば情報提供すると持ちかけた。スノーデンはPGPガイドを送付するなどしてグリーンウォルドを催促したが、グリーンウォルドは多忙を理由に手を付けず、一度沙汰止みになった。
2013年4月18日、ドキュメンタリー作家のローラ・ポイトラスに呼び出され、匿名で内部告発のメールが来ている事を教えられた。グリーンウォルドにしびれを切らしたスノーデンがポイトラスに送付先を切り替えた物だったが、グリーンウォルドは知りもしなかった。グリーンウォルドは告発者のメールを見て内容は本物だと思ったが、ミランダには敢えて「お流れになるかも知れない」と言った。しかしミランダもまた本物と断言した。
5月に入り、ポイトラスの要求でオンライン秘話通話ソフトのOff-the-Record Messagingをインストールした上で、初めてネットで情報提供者と会話した。情報提供者は、香港へ来るよう要求した。ミランダはまずいくつか内部文書を見せてもらうよう助言したので、グリーンウォルドがその通り要求すると、またしてもPGPその他セキュリティソフトのインストールを求められたので、今度は全てインストールを済ませた上で、「お味見」としてPRISM (監視プログラム)などの文書を送付された。グリーンウォルドはいよいよ重大な内容と思い、即時の香港行きと『ガーディアン』の組織的なサポートが必要と判断した。そこで契約に基づき『ガーディアン』に協議に赴くと、『ガーディアン』は、自社からユーウェン・マカスキル記者を同行させるよう要求した。ポイトラスは強く反対したが、結局3人で香港に行くことになった。
6月3日、香港・九龍のホテルに投宿するスノーデンと面会し、初めて告発者の姓名を知った。その日に5時間のインタビューを行い、連日インタビューを重ねた。そこで、スノーデンの告発に基づき、まずベライゾン・コミュニケーションズの記事を発表し、いくつかの記事で気運を高めた上で、スノーデンが名乗り出る手はずになっていた。またポイトラスは『ワシントン・ポスト』にも情報を流していたが、同紙はなかなか記事にしようとしなかった。そこでグリーンウォルドは、真っ先に記事を発表させようとした。『ガーディアン』は顧問弁護士の反対ですぐに記事を発表しようとせず、グリーンウォルドは『salon.com』『ザ・ネイション』への寄稿も検討し、『ガーディアン』に通告した。6月6日、ようやく第一報が公開された。
2014年初頭、新たなニュースサイト『ザ・インターセプト』を共同創刊した。
2020年10月30日、彼は民主党の大統領候補ジョー・バイデンの記事を執筆したが、インターセプトの編集者がその記事のバイデン候補に対する批判的な部分を削除しなければ採用しない旨を拒否し、ザ・インターセプト及びその親会社であるファースト・ルック・メディアを辞任した。これに対しインターセプト編集長のベッツィー・リードは、グリーンウォルドの告発と検閲の主張に異議を唱え、トランプ選挙キャンペーンによる疑わしい主張をジャーナリズムとして提示したとして彼を非難した
。

## 著書
- 『暴露 スノーデンが私に託したファイル』田口俊樹、濱野大道、武藤陽生訳、新潮社、2014年5月13日、ISBN 978-4-10-506691-8